# Лихтенштейн, Мориц фон
Князь (принц) Мориц Жозеф Иоганн Баптист Виктор фон унд цу Лихтенштейн (нем. Moritz Joseph Johann Baptist Victor von und zu Liechtenstein; 21 июля 1775, Вена — 24 марта 1819, Вена) — австрийский военачальник, кавалерист, фельдмаршал-лейтенант (генерал-лейтенант; 1809), кавалер ордена Марии Терезии (1801).

## Биография

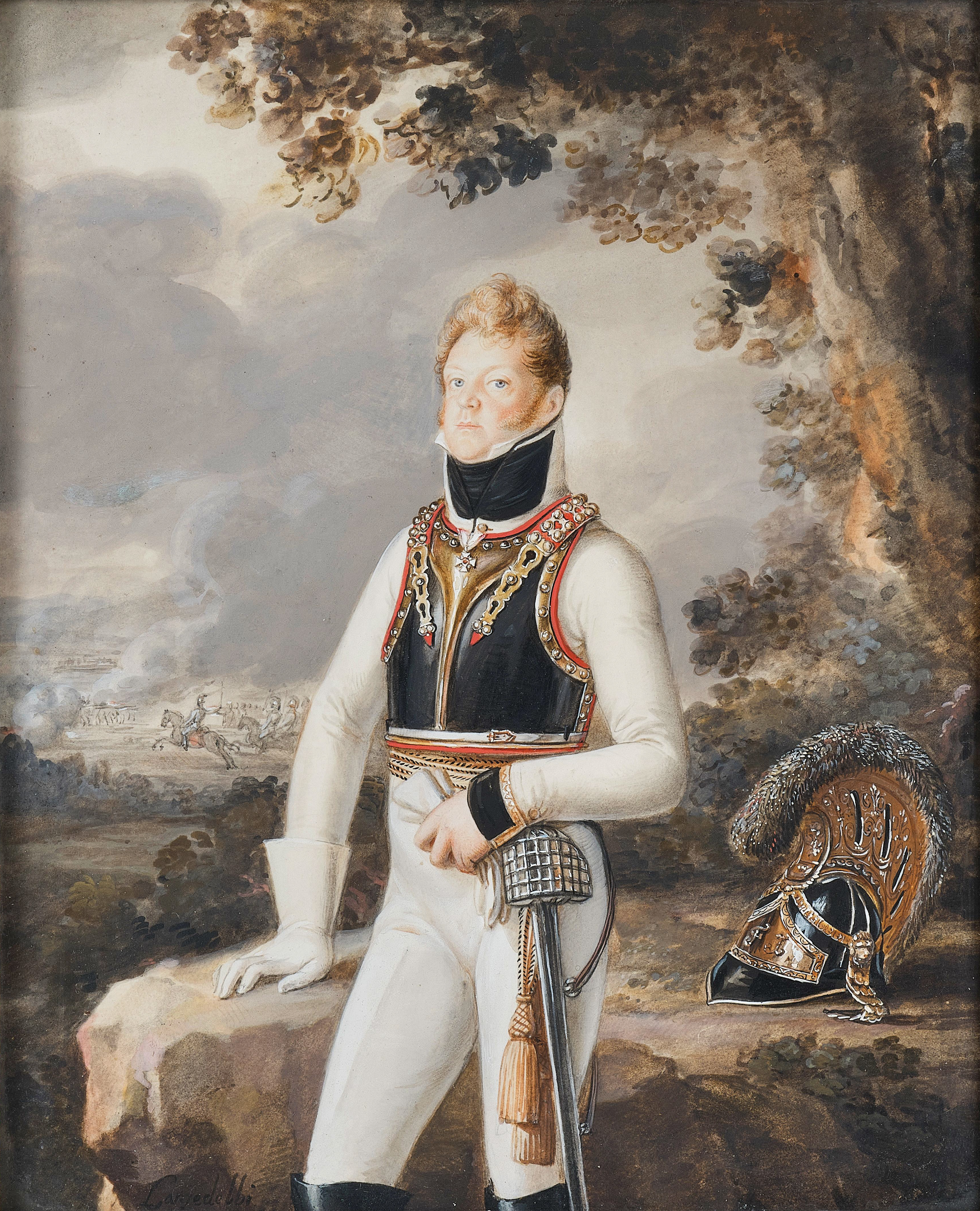
Худ. Йозеф Ланцеделли. Портрет Морица фон Лихтенштейна.

Родился в 1775 году в Вене. Был четвёртым (и третьим, дожившим до взрослого возраста) сыном австрийского фельдмаршала Карла Борромеуса Йозефа фон Лихтенштейна. Мориц фон Лихтенштейн приходился двоюродным братом Алоису I и Иоганну I, последовательно (в 1781—1805 и 1805—1836 годах) занимавшим престол княжества Лихтенштейн. 
Начал свою военную карьеру в 1792 году младшим лейтенантом австрийского кирасирского полка. В 1793 году был повышен до лейтенанта. В ходе Войны первой коалиции участвовал в боевых действиях против революционной Франции (битва при Фамаре, осада Валансьена). Капитан (1794), императорский камергер (почётное придворное звание, 1795). 
Принимал участие в деблокаде Майнца. Служил адъютантом у различных австрийских полководцев, включая эрцгерцога Карла, в боевых условиях выполнял различные опасные поручения. В 1796 году был повышен до майора, в 1798 году перевёлся из кирасир в уланы и в 1798 году был повышен до подполковника.
В ходе Войны второй коалиции участвовал в сражениях при Острахе, при Штокахе, при Мангейме и при Гейдельберге, где был ранен. В начале 1800 года был повышен до полковника. В мае 1800 года сражался при Энгене и при Мескирхе, в декабре (вскоре после битвы при Гогенлинде) — в арьергардных боях против войск генерала Ришпанса. В деле при Ламбахе был тяжело ранен и попал в плен, но уже вскоре был подписан Люневильский мирный договор и состоялось освобождение пленных. По возвращении в Австрию был награждён Военным орденом Марии Терезии за отвагу, проявленную при Ламбахе и в других боях (август 1801). 
В начале Войны третьей коалиции был произведён в генерал-майоры (1805) и получил под командование бригаду в корпусе Шварценберга. В Ульме он был выбран австрийским главнокомандующим Маком для переговоров с Наполеоном. Попал в плен к французам вместе с остальными после капитуляции города, но месяц спустя был обменян на французского генерала Грендоржа. Принял участие в Аустерлицком сражении во главе легкой кавалерийской бригады (1 австрийский гусарский и два русских казачьих полка). 
Во время Войны пятой коалиции (1809) Мориц фон Лихтенштейн командовал кавалерийской бригадой из дивизии Вукасовича, приданной 3-му австрийскому пехотному корпусу. Участвовал в битве при Тойген-Хаузене, в котором 3-й австрийский корпус под командованием принца Гогенцоллерн-Гехингенского противостоял французскому корпусу маршала Даву. Сражение было проиграно австрийцами, а сам Лихтенштейн — ранен. Несмотря на это, принял участие в Асперн-Эсслингском и Ваграмском сражениях. За свои действия в первом из этих сражений Лихтенштейн был повышен до фельдмаршал-лейтенанта. 
Во время Войны шестой коалиции в 1813 году командовал 1-й лёгкой дивизией (4 батальона, 16 эскадронов, 12 орудий), во главе которой участвовал в сражении при Дрездене и в Лейпцигском сражении, где был в очередной раз ранен. 
Во время компании 1814 года сумел со второй попытки взять французский город Осер, а затем участвовал во взятии Парижа.
Когда после событий Ста дней Франция была оккупирована иностранными войсками, дивизия Лихтенштейна на несколько месяцев была расквартирована в Париже. 
Скончался в 1819 году в Вене.
Мориц фон Лихтенштейн отличался несомненной личной храбростью и считался талантливым кавалерийским начальником, хотя многие сражения, в которых он принимал участие (Ульм, Аустерлиц, Тойген-Хаузен, Ваграм, Дрезден) закончились для австрийцев и их союзников тяжелыми поражениями. 
По отзывам современников, отличался заносчивым и вспыльчивым характером. 
В Лейпциге, на месте ранения Морица фон Лихтенштейна, установлен небольшого размера памятный обелиск.

## Брак и дети

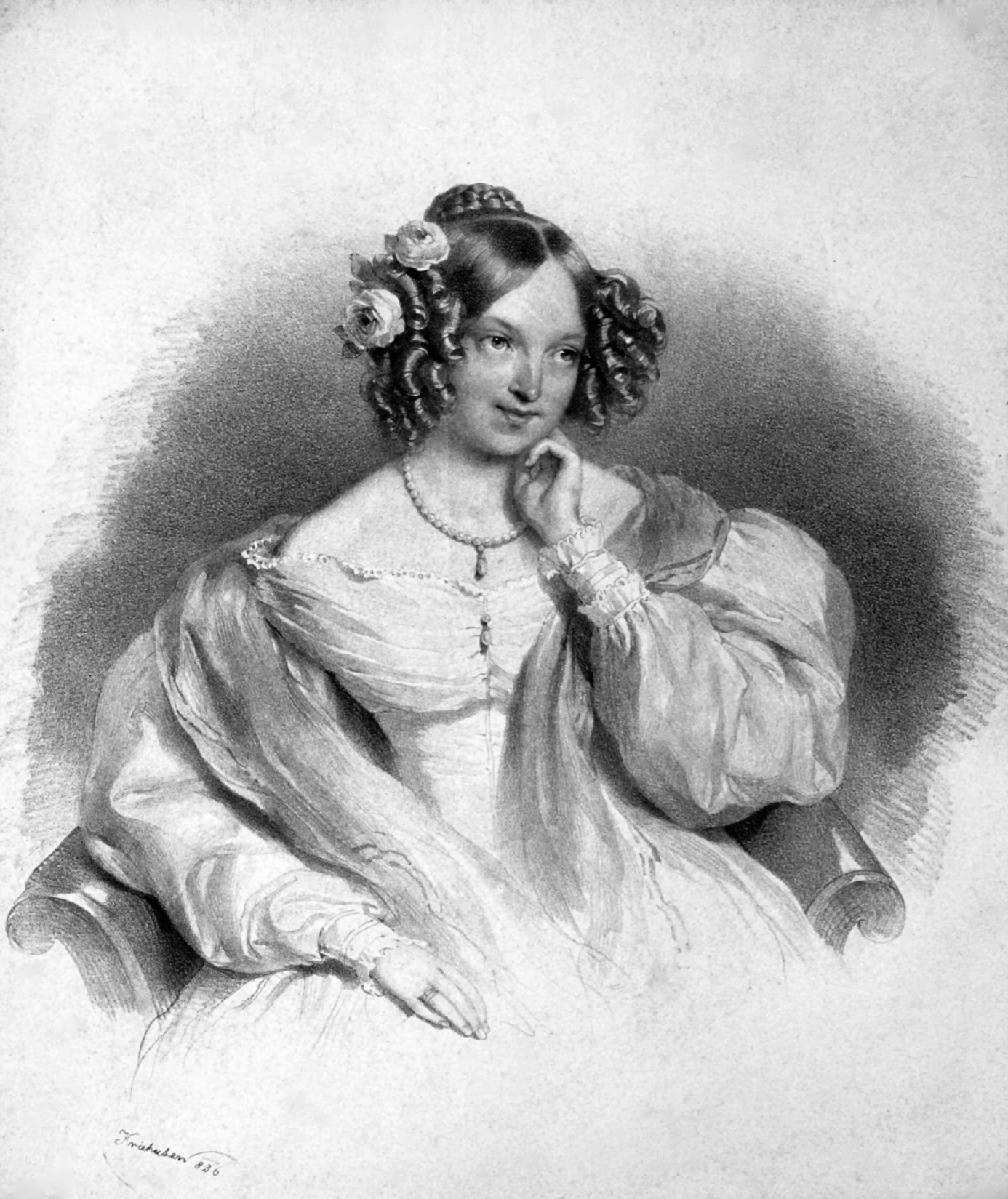
Элеонора фон Лихтенштейн, в браке княгиня Шварценберг, дочь. Литография Йозефа Крихубера, Галерея Альбертина, Вена

Был женат на графине Марии-Леопольдине Эстергази, дочери фельдмаршала Николая Эстергази (1765–1833) и  Марии Йозефы Лихтенштейн (1768 – 1845), которая также происходила из одной из ветвей семьи фон Лихтенштейн.
В браке родилось четверо детей:
- Николаус (6 апреля 1807 — 8 апреля 1807).
- Мария (1808—1871), вышла замуж в 1826 году за князя Фердинанда Йозефа фон Лобковица (1797—1868), трое детей
- Элеонора (1812—1873), вышла замуж в 1830 году за князя Иоганна Адольфа II фон Шварценберга (1799—1888), двое детей.
- Леопольдина (1815—1899), вышла замуж в 1837 году за князя Людвига фон Лобковица (1807—1882), брата Фердинанда фон Лобковица, супруга её сестры Марии.